# 대구예술대학교 축구부
대구예술대학교 축구부(영어: Daegu Arts University  Football Club)는 경상북도 칠곡군에 위치한 과거 대학교 축구부로 대구예술대학교에서 운영했던 대학 축구부였으며 2005년에 창단되었으나 2023년 재정적인 문제로 해체 수순을 밟았다.

## 참고 문헌
- “KFA 통합경기정보 시스템”. 대한축구협회.
- 약속의 땅 통영 제59회 춘계대학축구연맹전 출전 선수 명단

## 같이 보기
- 대구예술대학교